# 骨軟骨炎
骨軟骨炎（英語：Osteochondritis）是一種疼痛的幼年型骨軟骨病，是關節內的軟骨或骨骼的炎症。通常是指剝脫性骨軟骨炎。「剝脫性」一詞指的是「新生軟骨瓣從軟骨下附著點進一步剝離」。骨軟骨炎被認可的其他類型有：幼年變形性骨軟骨炎（股骨骨骺的骨軟骨炎）和脊椎駝背後凸症。
骨軟骨炎（尤其是剝離性骨軟骨炎）可在動物中表現為肘部發育異常的主要原因，這是某些物種和品種的慢性病。